# Иван Пашалията
Иван Георгиев Станков, известен като Иван Пашалията, е български революционер, малешевски околийски войвода на Върховния македоно-одрински комитет.

## Биография
Иван Пашалията е роден на 18 октомври 1850 година в Берово, Малешевско, в Османската империя, днес в Северна Македония. Работи като земеделец. Неговият баща Георги Божилов Дерменджиев също е комита, но е заловен и прекарва 9 години в солунския затвор Еди куле за бунтовническата си дейност. Турците убиват брата на Иван Пашалията, след което той премества семейството си в град Дупница, сформира чета и става войвода. През 1875 година е четник при Ильо войвода. Иван Пашалията взема участие в Кресненско-Разложкото въстание, а по време на Сръбско-българската война е в отряда на капитан Коста Паница и участва в Пиротското сражение.
Заедно с Дончо Златков, Стойо Костов, Кочо Муструка, Тодор Паласкаря всяка година навлиза с чета в Източна Македония и действа в Горноджумайско, Разложко, Мелнишко и Струмишко. Дава над 33 сражения на османците.
Присъединява се към Върховния комитет и през пролетта на 1902 година действа с 18-членната си чета си в Малешевско и Петричко, за да подготви населението за въстание. Взима участие в Горноджумайското въстание през есента на 1902 година и участва в сраженията при Вракуповица, Цапарево и Гореме, късето е тежко ранен в ръката.
Деецът на влязлата в конфликт с ВМОК ВМОРО Христо Силянов нарича Пашалията „харамия“ и „разбойник“:
| „ | Други ратници и контрабандисти харамии, членували и нечленували въ Организацията сѫ: Халю, Ив. Пашалията... За забелязване е, че комитетътъ Михайловски — Цончевъ, който въ България се изтъква като бранитель на морала и чистотата и агитира съ „кражбитѣ” на Б. Сарафовъ и съ „нечиститѣ дѣла” на нѣкои вѫтрешни, не проявява абсолютно никаква чувствителность спрямо разбойнишката нечистоплътность на Дончо Златковъ, Ив. Пашалията и пр. | “ |

Деецът на ВМОК Петър Дървингов в биографичния си очерк за Пашалията дава положителна оценка за него, наричайки го „храбър, непретенциозен и силно симпатичен боевой другар“.
Много положителна оценка за дейността на Иван Пашалията дава и полковник Атанас Янков.
| „ | Същата вечер се отправих за село Железница, гдето се съединих с войводата Иванчо Пашалията, един едър с дълга брада човек, извънредно храбър и много жесток спрямо турците. (Във въстанието беше ранен в дясната ръка в сражението при с. Гореме). | “ |

Според един източник Иван Пашалията загива преди 1918 година, а според друг на 21 ноември 1919 година в Дупница.
Внук на Иван Пашалията е видният български скулптор Крум Дерменджиев.